# Bygdsiljum
Bygdsiljum is een plaats in de gemeente Skellefteå in het landschap Västerbotten en de provincie Västerbottens län in Zweden. De plaats heeft 370 inwoners (2005) en een oppervlakte van 104 hectare. De plaats ligt aan een baai van het meer Bygdeträsket het grootste meer van Västerbotten en de rivier de Rickleån mondt bij de plaats in dit meer uit.